# Modrá
Modrá es un pueblo y municipio (obec) en el distrito de Uherské Hradiště en la región de Zlín de la República Checa.
El municipio cubre un área de 1,81 km², y tiene una población de 662 (al 28 de agosto de 2006).
Modrá se encuentra aproximadamente a 7 km al noroeste de Uherské Hradiště, 24 km al suroeste de Zlín, y 241 km al sur-este de Praga.